# Szpital św. Ducha w Warszawie (ul. Elektoralna 12)

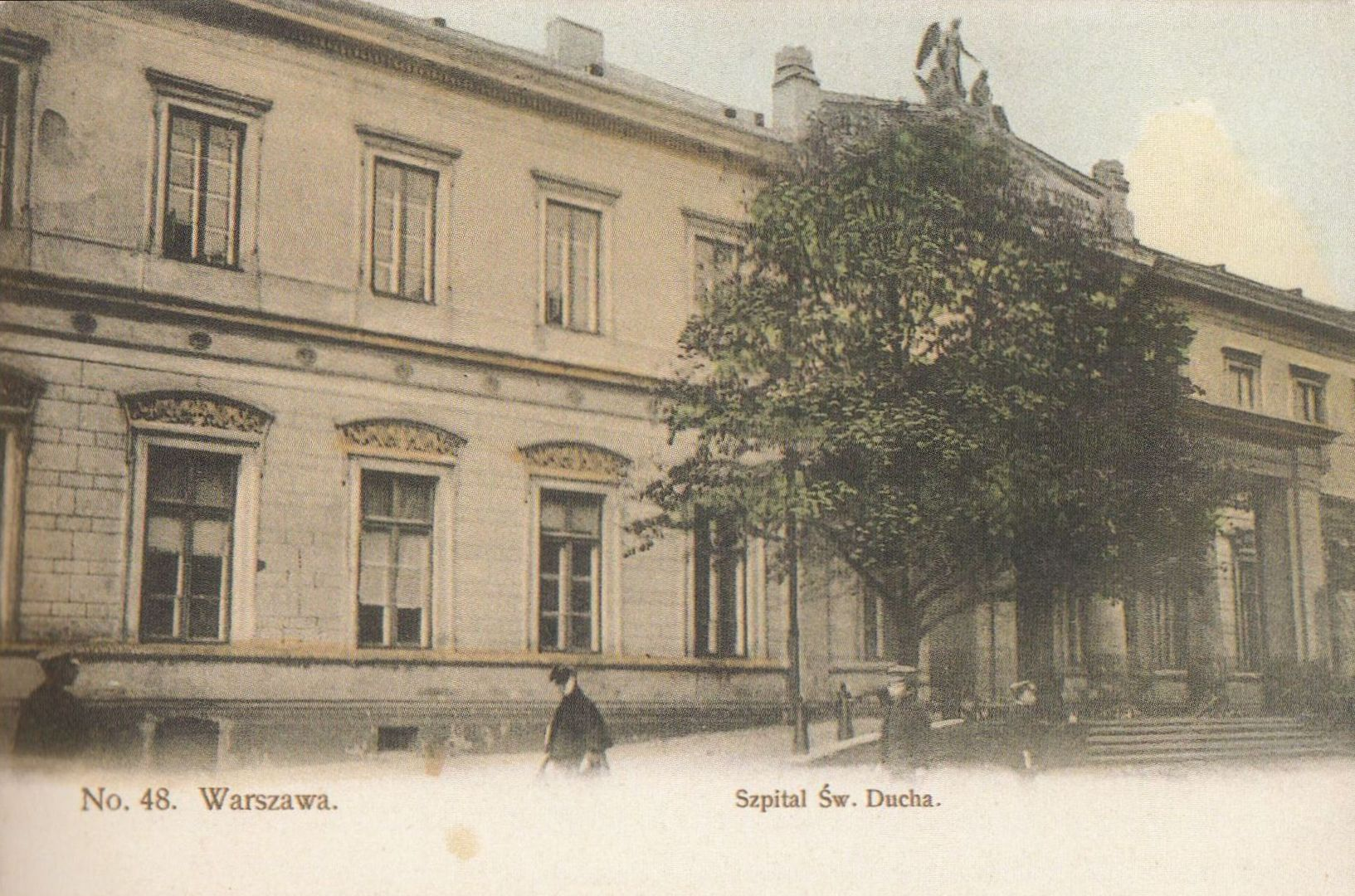
Budynek szpitala ok. 1908

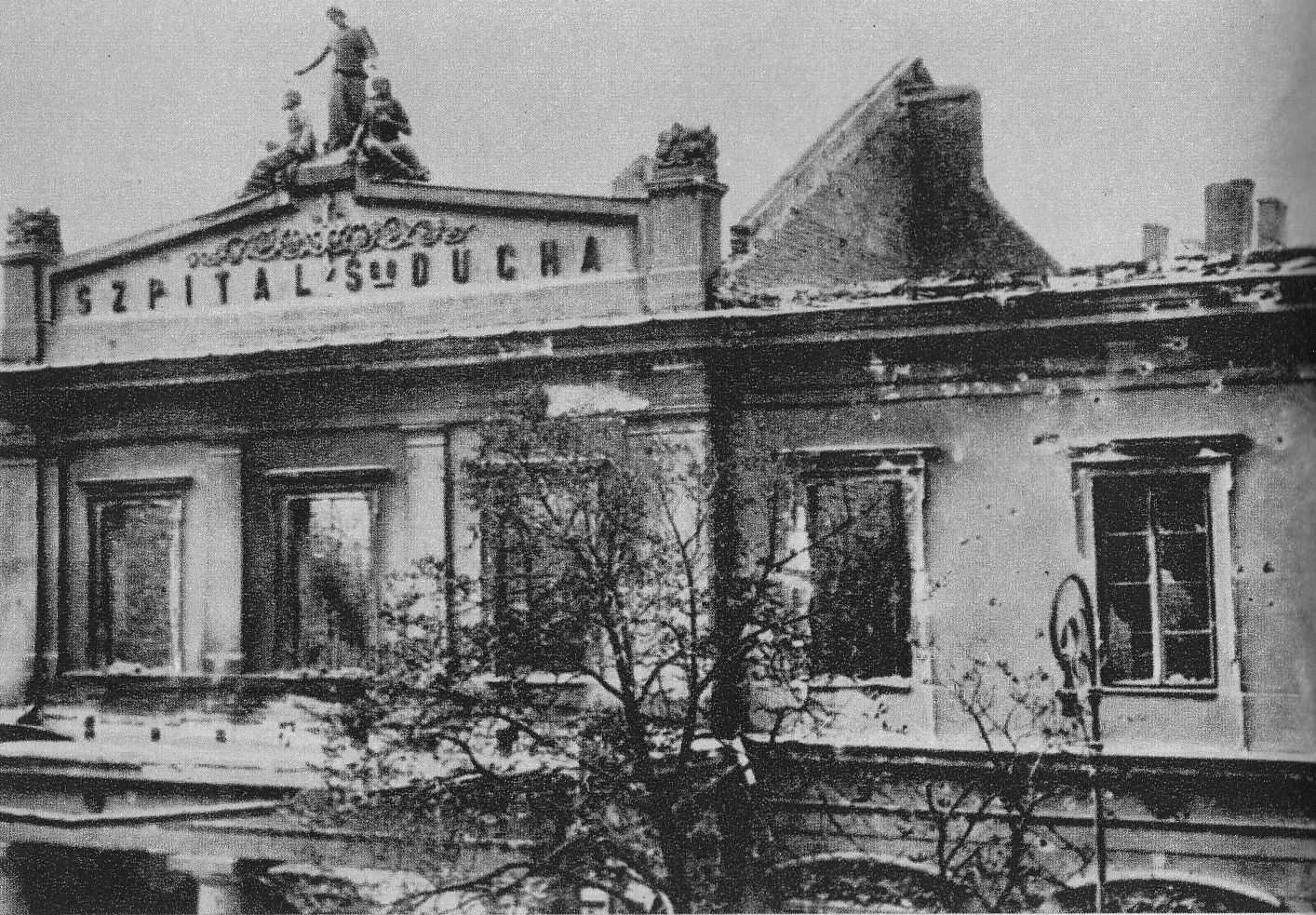
Budynek szpitala zniszczony podczas obrony miasta 25 września 1939

Szpital św. Ducha – nieistniejący już szpital w Warszawie, założony w 1442 roku.

## Historia
Szpital został założony w Starej Warszawie w 1442 przy kościele św. Marcina przez ks. Annę Holszańską jako przytułek dla starców i kalek. Był to drugi szpital o tej nazwie (pierwszym był Szpital św. Ducha w Nowej Warszawie).
W 1820 szpital był jednym spośród siedmiu warszawskich szpitali. W każdym szpitalu ordynował jeden lekarz, najczęściej, mimo podpisanych nieraz umów, bezpłatnie. Był nim w owym czasie Jacek (Hiacynt) Dziarkowski.
W 1825 roku szpital został przeniesiony na ul. Przyrynek. Pod koniec okresu rządów, utworzonej w 1832, Rady Głównej Opiekuńczej, szpital św. Ducha opuścił pałac na Przyrynku i przeniósł się do tzw. koszar Sierakowskich przy ulicy Konwiktorskiej. Przeprowadzka odbyła się w styczniu 1853, a wywołana była projektowanym zajęciem ulicy Przyrynek pod rozszerzenie Cytadeli. Ponieważ pomieszczenie przy ulicy Konwiktorskiej z założenia było pomieszczeniem tymczasowym, Rada uzyskała pozwolenie na rozpoczęcie budowy nowego budynku dla szpitala przy ulicy Elektoralnej.
Gmach przy ul. Elektoralnej 12 został wzniesiony w latach 1857–1861 według projektu Józefa Orłowskiego. Był to pierwszy szpital w Warszawie z wolno stojącymi pawilonami. Przewodniczącym komitetu budowy był hr. Janusz Rostworowski, dostojnik dworu Królestwa Polskiego, a następnie Cesarstwa Rosyjskiego, współfundator Warszawskiego Szpitala dla Dzieci. 
W 1881 r. kierownikiem pracowni chemiczno-bakteriologicznej został Leon Nencki. Przed wojną klinikę chorób wewnętrznych prowadził Vilém Dušan Lambl; jego asystentem był Samuel Goldflam. Przed 1939 Szpital św. Ducha był jednym z najnowocześniejszych w mieście.
Podczas obrony Warszawy w 1939, 25 września, szpital został zbombardowany przez Luftwaffe. Znajdowało się w nim wtedy ok. 700 chorych i rannych, z których tylko część zdołano uratować. Szpital został ewakuowany do hali Mirowskiej.
W 1940 roku placówka została przeniesiona na ul. Dworską, na teren Szpitala Starozakonnych. Od 15 grudnia 1940 do 15 sierpnia 1942 uszkodzony budynek szpitala znajdował się w granicach warszawskiego getta. 
W 1946 r. ocalałe po wojnie zabudowania przy Dworskiej zajął ponownie Szpital św. Ducha. W 1957 r. zmieniono mu nazwę na Szpital Miejski nr 1. 

## Ośrodek Kultury
W 1953 r. budynek przy ul. Elektoralnej odbudowano z przeznaczeniem na Dom Kultury. Najpierw obiekt zajmowały Związki Zawodowe, później mieścił się w nim Warszawski Ośrodek Kultury. Mieszczą się tutaj:
- Mazowiecki Instytut Kultury – dawniej MCKiS (Mazowieckie Centrum Kultury i Sztuki), w latach 90. XX w. powstałe z połączenia WOK (Warszawskiego Ośrodka Kultury) z KBK (Krajowym Biurem Koncertowym) oraz Stołecznym Biurem Wystaw Artystycznych;
- Zespół Szkół Specjalnych nr 63;
  - Szkoła Podstawowa nr 213 – przeniesiona na ul. Elektoralną 12/14 we wrześniu 1969 r.;
- Zespół Szkół Specjalnych nr 85 – przeniesiony na ul. Elektoralną 12/14 w 1975 r.[13];
  - Szkoła Podstawowa Specjalna nr 243;
  - Trzyletnia Szkoła Przysposabiająca do Pracy nr 5;

## Inne informacje
Na terenie posesji znajduje się pomnik przyrody – jesion wyniosły.
Na budynku znajduje się tablica Miejskiego Systemu Informacji o treści:

Gmach szpitala św. Ducha. Szpital założony w XV w. przy kościele św. Marcina, ul. Piwna. Budynek wzniesiony w I. 1859–1861, proj. Józef Orłowski. Neorenesansowy. Pierwszy szpital warszawski z wolno stojącymi pawilonami. Spalony w 1939 r., odbudowany po 1945 r.